# Guzgan
Gūzgān (Gūzganān o Qūzghān, in arabo  ﺟﻮﺯﺟﺎﻥ‎?, Jūzjān o Jūzjanān) è il nome di una regione storica che attualmente si trova nell'Afghanistan.
L'area era conosciuta come "Gūzgān" - o nella sua forma plurale di "Gūzganān"), da cui fu forgiato il toponimo arabo "Jūzjān" / "Jūzjanān". L'orientalista russo Vladimir Minorsky faceva derivare il nome da una parola che significava "noce", un prodotto per il quale l'area è nota ancor oggi. Lo studioso britannico del XIX secolo Henry George Raverty suggeriva che la forma plurale del toponimo fosse stata ispirata dalla divisione del paese in due parti a causa del fiume Murghab.

## Geografia

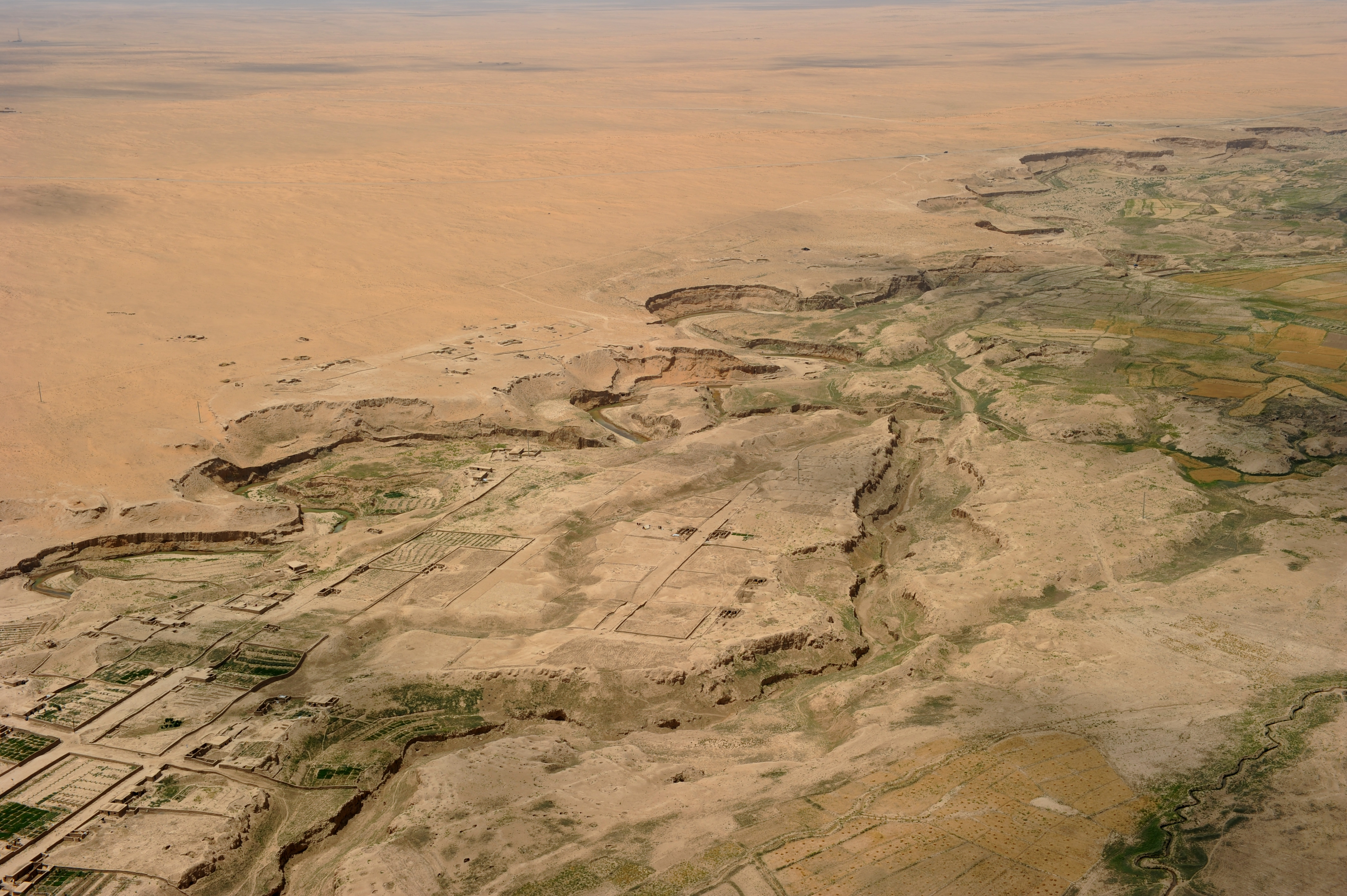
Fiume presso l'odierna provincia di Jowzjan, un tempo parte del regno di Guzgan

I confini del Gūzgān non furono mai definiti con precisione e oscillarono notevolmente nel tempo. Certamente essi non hanno alcun rapporto con i moderni confini amministrativi della Provincia del Jowzjān, che pure da Gūzgān prende il suo nome, o con la confinante Provincia di Fāryāb, ma storicamente esso abbracciava i territori circostanti le città di Meymaneh (capitale della Provincia di Fāryāb), Andkhuy, Sheberghan (capitale della Provincia del Jowzjān) e Sar-e Pol (capitale della Provincia di Sar-e Pol). Trovandosi sulla zona di transizione tra le steppe dell'Asia Centrale e l'Altopiano iranico, la regione si è caratterizzata per una commistione di sedentarietà, di popolazioni urbane nelle fertili vallate fluviali, accanto a tribù nomadi coinvolte in attività pastorali, che viene individuato come principale fonte di ricchezza della regione da parte dei geografi medievali. La sua locazione indica anche che era spesso usata come strada per gli eserciti che si muovevano tra l'Iran da l'Asia Centrale.

## Storia
Ai primi del VII secolo, la regione del Gūzgān era considerata parte del Ṭokhāristān. Fu conquistata dagli Arabi di al-Aḥnaf b. Qays nel 653/4, nel quadro della conquista islamica della Persia. Nel 737, l'area fu il sito della decisiva battaglia di Kharistan tra gli Arabi al comando di Asad ibn ʿAbd Allāh al-Qaṣrī e i Turgesh del khagan Su Lu - khagan dei Kara Turgesh. Nel 743, l'alide Yaḥyā b. Zayd, figlio di Zayd b. ʿAlī, insorse contro il potere califfale omayyade, ma fu sbaragliato e ucciso nel Gūzgān dal Wali omayyade Naṣr b. Sayyār. La sua tomba divenne in seguito un luogo di pellegrinaggio.
In età abbaside, il suo governatore risiedeva ad Anbār, forse l'odierna Sar-e Pol, ma altre fonti indicano come residenza Shibarghan, mentre geografi quali al-Muqaddasī e Yāqūt al-Hamawī consideravano capitale di governatorato al-Yahūdiyya (moderna Maymana).
A dispetto della conquista arabo-islamica, una dinastia indigena, i Farighunidi, che reclamavano una loro discendenza dal mitico eroe iranico Farīdūn/Afrīdūn e che portavano il titolo di Gūzgān-Khudhā, continuarono a governare dalla loro capitale di Kundurm. Divennero poi vassalli dei Samanidi e in seguito di Mahmud di Ghazni, una figlia del quale sposò l'emiro farighunide Abū l-ʿAbbās Maʾmūn Farīghūn. Quest'ultimo fu ucciso dalle sue stesse truppe nel 1016 e Maḥmūd affidò il governo della regione al suo ḥājib, Yalangtush.
I Farighunidi sono ricordati come generosi patroni delle arti e dei letterati e il più notevole prodotto della loro Corte fu l'anonimo lavoro geografico Ḥudūd al-ʿālam min al-mashriq ilā l-maghrib.